# Muhlenbergia capillipes
Muhlenbergia capillipes är en gräsart som först beskrevs av Marcus Eugene Jones, och fick sitt nu gällande namn av Paul M. Peterson och Annable. Muhlenbergia capillipes ingår i släktet muhlygräs, och familjen gräs. Inga underarter finns listade i Catalogue of Life.